# Rifugio Frischauf
Il Rifugio Frischauf (in sloveno: Frischaufov dom na Okrešlju) è un rifugio situato nel comune di Solčava in Slovenia, a 1.378 m s.l.m..

## Storia
Situato nella Valle di Logar, il rifugio è intitolato a Johannes Frischauf, alpinista austriaco. Eretto per la prima volta nel 1876, fu distrutto da una valanga nel 1907 e ricostruito l'anno successivo. Fu ammodernizzato nel 1991.

## Percorsi
- 03h 30: dal Rifugio passo di Kamnik